# Frigg Oslo FK
Frigg Oslo FK är en sportklubb i Oslo, Norge som bildades den 17 maj 1904. Klubben har bland annat haft framgångar i fotboll, handboll, bandy, ishockey, backhoppning, skidåkning och tennis. Klubben slogs samman med SK Varg 1954.

## Fotboll
Klubben startades av några killar på Herman Foss' Gate 1904, och blev medlem av fotbollskretsen i Oslo (då Kristiania)] 1908. Laget blev norska cupmästare 1914, 1916 och 1921. Man åkte på finalförluster 1919 och 1920. Fram till 1925 vann man även sju norska kretsmästerskap under den skotske tränaren Wylie. I Prøveligaen 1914-16 låg man på andra plats då den avbröts. Man spelade i den norska landsdelsserien (1925-1954) och Hovedserien (1954-57). Till 50-årsjubileet 1954 förlorade man med 3-15 mot ungerska Budapest Honvéd, där Ferenc Puskas spelade.
Bland annat med Harald Hennums hjälp, gick man upp 1. divisjon 1961 och slutade fyra 1962, 1964, 1966 och 1967. I norska cupmästerskapet 1965 förlorade man finalen igen, efter två omspelsmatcher, och året därpå förlorade man med 1-3 mot skotska Dunfermline Athletic i Cupvinnarcupen. Sista säsongen i Norges högsta division var 1973, med spelare som Per Pettersen och Egil Olsen, den sistnämnda gjorde bland annat mål då laget vann en träningsmatch mot Arsenal 1973. I näst högsta divisionen slutade man sist 1991, och 2005 åkte man ur från 2. divisjon, och efter spel i 3. divisjon, gick klubben upp i 2. divisjon igen under andra halvan av 2009.
Klubbens topp-målskytt genom tiderna är Odd Nilsen med 219 mål.

## Bandy
Klubben var tillsammans med Trygg och IF Ready viktig då bandy blev gren inom Norges Fotballforbund 1913. 1920 bildade man Norges Bandyforbund (före 1929 "Norges Ishockeyforbund", då bandy även kallades "ishockey" i Norge), och 1922 Kristiania Ishockeykrets. Man spelade på Bislett stadion. Man spelade och förlorade fyra norska mästerskapsfinaler: 7-21 mot IF Ready i 1917, 1-6 mot IF Ready 1923, 1-3 mot Mjøndalen 1947 och 0-1 mot Drafn 1948. Efter 1964 har bara sporadisk bandyaktivitet förekommit (1975-1977, 1997-).
A-laget återuppstod säsongen 2005/2006 efter 28 års frånvaro i det norska seriesystem. Initiativet togs av tidigare IF Ready-spelaren och lagkaptenen Knut A. Grundvig. Tillsammans med Tor Audun Sørensen och tränaren Kjell A. Moe har man försökt att etablera ett väl fungerande A-lag.

## Handboll
Handbollsdamerna blev norska mästare, 7-2 mot Grefsen 1962 och 5-4 mot Sørskogbygda 1964, samt tvåa i norska mästerskapet 1963. Damjuniorerna blev norska mästare 1961.

### Fotnoter
1. ↑  ”Frigg – sportsklubb” (på norska). Store norske leiksikon. 14 februari 2009. https://snl.no/Frigg_-_sportsklubb. Läst 29 september 2017.